# Liste der Kulturdenkmale in Zschirla
In der Liste der Kulturdenkmale in Zschirla sind die Kulturdenkmale des Colditzer Ortsteils Zschirla verzeichnet, die bis Mai 2024 vom Landesamt für Denkmalpflege Sachsen erfasst wurden (ohne archäologische Kulturdenkmale). Die Anmerkungen sind zu beachten.
Diese Aufzählung ist eine Teilmenge der Liste der Kulturdenkmale in Colditz.

## Zschirla
| Bild           | Bezeichnung | Lage                                 | Datierung | Beschreibung | ID       |
| -------------- | --- | ------------------------------------ | --- | --- | -------- |
| Weitere Bilder | Einfriedungsmauer und Toranlage des Friedhofs sowie Denkmal für die Gefallenen des Ersten Weltkrieges auf dem Friedhof | Meuselwitzer Weg (Karte)             | 19. Jahrhundert (Friedhofsbestandteil); um 1920 (Kriegerdenkmal)                                                 | Bruchsteinmauerwerk mit Pophyrtuffelementen, Kriegerdenkmal in Muschelkalk, ortsgeschichtliche Bedeutung. - Einfriedungsmauer: Bruchstein, Eingangspfosten mit Kugelbekrönungen in Porphyrtuff, Teile erneuert - Gefallenendenkmal: Muschelkalk, verwittert, Stele mit Kugelbekrönung, schildartige Inschriftfelder mit Eisernen Kreuzen, darüber Inschrift „Unseren Helden“ | 08971165 |
|                | Transformatorenstation                                                                                                 | Zschirlaer Dorfstraße (Karte)        | Um 1920 | Pagodentyp, Zeugnis für die Entwicklung der Energieversorgung, regional- und technikgeschichtliche Bedeutung. Sockel und Türrahmung in Klinker, sonst verputzt, Türmchen verschiefert. | 08971169 |
|                | Häuslerhaus | Zschirlaer Dorfstraße 4 (Karte)      | Um 1840 | Obergeschoss Fachwerk zum Teil verputzt, als Wohnhaus von Gutsarbeiterfamilien orts- und sozialgeschichtliche Bedeutung. Zweigeschossig, Satteldach, giebelständig, Erdgeschoss massiv, Obergeschoss Fachwerk, Fenster der Wohnstube mit Natursteingewänden. | 08971168 |
| Weitere Bilder | Ehemalige Schule | Zschirlaer Dorfstraße 21 (Karte)     | Um 1875 | Schlichter Putzbau mit Natursteinelementen, Teil der Dorfkernbebauung in Kirchennähe, orts- und sozialgeschichtliche Bedeutung. Putz erneuert, zweigeschossig, Gliederungselemente Naturstein, Satteldach. | 08971172 |
| Weitere Bilder | Kirche mit Ausstattung, Kirchhof mit Einfriedungsmauer und Steinkreuz                                                  | Zschirlaer Dorfstraße 22 (Karte)     | 1864 (Kirche); Anfang 16. Jahrhundert (Einzelfigur und Kruzifix); bezeichnet mit 1662 (Kuppa); 1865/1866 (Orgel) | Verputzter Saalbau im Rundbogenstil des 19. Jahrhunderts, Gliederungselemente in Rochlitzer Porphyrtuff, Kirchhofmauer in Bruchstein, baugeschichtliche, kirchengeschichtliche, ortsgeschichtliche und städtebauliche (ortsbildprägende) Bedeutung. - Kirche: Saalbau im Rundbogenstil, Bruchstein- und Ziegelmauerwerk, verputzt, Gewände und Zierformen in Rochlitzer Porphyrtuff - Kreuz: Sandstein, ursprünglich östlich der Kirche, außerhalb des Kirchhofes | 08971170 |
|                | Pfarrhof, bestehend aus Pfarrhaus, Seitengebäude, Scheune, Toreinfahrt, Hofpflasterung und Heiste                      | Zschirlaer Dorfstraße 28, 29 (Karte) | 1802 | Pfarrhaus Putzbau mit Krüppelwalmdach und Porphyrtuffelementen, Seitengebäude Fachwerkbau mit angebautem Backofen, Scheune verputzter Massivbau mit Satteldach, orts- und baugeschichtliche Bedeutung. - Pfarrhaus: massiv in Bruchsteinmauerwerk, zweigeschossig, Gewände in Porphyrtuff, Krüppelwalmdach - Nebengebäude: Erdgeschoss massiv in Bruchsteinmauerwerk, Gewände in Porphyrtuff, Obergeschoss Fachwerk, Krüppelwalmdach - Scheune: massiv in Bruchstein- und Ziegelmauerwerk, Satteldach - zur Straße schöne Toranlage Ehemaliger rückwärtig Backofen 2015 nicht mehr vorhanden. | 08971171 |
|                | Scheune eines Bauernhofes                                                                                              | Zschirlaer Waldstraße 2 (Karte)      | Um 1820 | Fachwerkbau mit Krüppelwalmdach, bau- und heimatgeschichtliche Bedeutung. Größtenteils Fachwerk, Lehmausstakung, Stallteil massiv, darüber Wohnstube, Krüppelwalmdach, neu eingedeckt, Giebel verbrettert, bedeutsam für die Kulturlandschaft | 08971164 |
| Weitere Bilder | Ehemaliges Herrenhaus des Rittergutes Zschirla mit Hofpflasterung                                                      | Zschirlaer Waldstraße 9 (Karte)      | Um 1800 | Spätbarocker Putzbau mit Porphyrtuffelementen und Mansarddach, orts-, bau- und kulturgeschichtliche Bedeutung. Zweigeschossig, Bruchsteinmauerwerk, verputzt, Mansarddach, Porphyrtuffgewände, seitlich verschobener Eingang mit Segmentbogen und Schlussstein, zwei korbbogige Tore, eines zugesetzt, zum Wohnhaus umgebaut, verschiedene Erneuerungen, deshalb nur wenige alte Details wie Fenster, Erdgeschoss mit Kreuzgratgewölben. | 08971163 |

## Tabellenlegende
- Bild: Bild des Kulturdenkmals, ggf. zusätzlich mit einem Link zu weiteren Fotos des Kulturdenkmals im Medienarchiv Wikimedia Commons. Wenn man auf das Kamerasymbol klickt, können Fotos zu Kulturdenkmalen aus dieser Liste hochgeladen werden:
- Bezeichnung: Denkmalgeschützte Objekte und ggf. Bauwerksname des Kulturdenkmals
- Lage: Straßenname und Hausnummer oder Flurstücknummer des Kulturdenkmals. Die Grundsortierung der Liste erfolgt nach dieser Adresse. Der Link (Karte) führt zu verschiedenen Kartendiensten mit der Position des Kulturdenkmals. Fehlt dieser Link, wurden die Koordinaten noch nicht eingetragen. Sind diese bekannt, können sie über ein Tool mit einer Kartenansicht einfach nachgetragen werden. In dieser Kartenansicht sind Kulturdenkmale ohne Koordinaten mit einem roten bzw. orangen Marker dargestellt und können durch Verschieben auf die richtige Position in der Karte mit Koordinaten versehen werden. Kulturdenkmale ohne Bild sind an einem blauen bzw. roten Marker erkennbar.
- Datierung: Baubeginn, Fertigstellung, Datum der Erstnennung oder grobe zeitliche Einordnung entsprechend des Eintrags in der sächsischen Denkmaldatenbank
- Beschreibung: Kurzcharakteristik des Kulturdenkmals entsprechend des Eintrags in der sächsischen Denkmaldatenbank, ggf. ergänzt durch die dort nur selten veröffentlichten Erfassungstexte oder zusätzliche Informationen
- ID: Vom Landesamt für Denkmalpflege Sachsen vergebene, das Kulturdenkmal eindeutig identifizierende Objekt-Nummer. Der Link führt zum PDF-Denkmaldokument des Landesamtes für Denkmalpflege Sachsen. Bei ehemaligen Kulturdenkmalen können die Objektnummern unbekannt sein und deshalb fehlen bzw. die Links von aus der Datenbank entfernten Objektnummern ins Leere führen. Ein ggf. vorhandenes Icon  führt zu den Angaben des Kulturdenkmals bei Wikidata.